# Opogona sogaella
Opogona sogaella är en fjärilsart som beskrevs av Pierre E.L. Viette 1985. Opogona sogaella ingår i släktet Opogona och familjen äkta malar.
Artens utbredningsområde är Madagaskar. Inga underarter finns listade i Catalogue of Life.